# Wilhelm Schäfer
Wilhelm Schäfer (20 de enero de 1868 – 19 de enero de 1952) fue un escritor alemán.

## Biografía
Nacido en Ottrau (Hesse-Darmstadt), hasta 1896 trabajó como maestro de escuela. Ese año ganó una beca para estudiar en Suiza y Francia a través de la editorial Cotta-Verlag, y en 1898 se convirtió en un escritor independiente en Berlín. Vivió en Vallendar desde 1900 a 1915, y a partir de 1918 hasta su muerte vivió en Bodman-Ludwigshafen, cerca del Lago de Constanza.
Sus obras (teatro, novelas cortas y obras en prosa) fueron de estilo naturalista y marcados por el llamado "völkisch", la "cuestión nacional". En 1930 publicó una novela sobre el zapatero Wilhelm Voigt con el título Der Hauptmann von Köpenick. De 1900 a 1920, publicó la revista Die Rheinlande. 
Sus primeros trabajos estuvieron especialmente influenciados por el naturalismo imperante. Importantes novelas fueron "Die unterbrochene Rheinfahrt" (1913) y "Hölderlins Einkehr" (1925). 
Schäfer, que usaba un lenguaje campechano y una temática de mistificación del "alma alemana", se hizo tremendamente popular durante la etapa nazi.

## Premios
- 1941 Premio Goethe
- 1948 Hijo adoptivo de Bodman-Ludwigshafen

## Obras
- Die zehn Gebote. Erzählungen des Kanzelfriedrich, 1897.
- Rheinsagen, 1908.
- Karl Stauffers Lebensgang. Eine Chronik der Leidenschaft, 1912.
- Das fremde Fräulein (Novelle über den Tod der Idilia Dubb auf Burg Lahneck).
- Die dreizehn Bücher der deutschen Seele, 1922.
- Winckelmanns Ende, 1925.
- Der Hauptmann von Köpenick, 1930.
- Mein Leben, 1934.
- Theoderich, König des Abendlandes, 1939.
- Lebenstag eines Menschenfreundes (Ein Pestalozzi Roman), 1915.